# Gare d’Hangest
Gare d'Hangest – przystanek kolejowy w Hangest-sur-Somme, w departamencie Somma, w regionie Hauts-de-France, we Francji.
Jest przystankiem kolejowym Société nationale des chemins de fer français (SNCF), obsługiwaną przez pociągi TER Picardie i TER Nord-Pas-de-Calais.

## Położenie
Znajduje się na wysokości 15 m n.p.m., na km 151,670 Longueau – Boulogne, pomiędzy stacjami Picquigny i Longpré-les-Corps-Saints.